# Кастрехон-де-ла-Пенья
Кастрехон-де-ла-Пенья (ісп. Castrejón de la Peña) — муніципалітет в Іспанії, у складі автономної спільноти Кастилія-і-Леон, у провінції Паленсія. Населення — 483 особи (2010).
Муніципалітет розташований на відстані близько 280 км на північ від Мадрида, 90 км на північ від Паленсії.
На території муніципалітету розташовані такі населені пункти: (дані про населення за 2010 рік)
- Кантораль-де-ла-Пенья: 13 осіб
- Кастрехон-де-ла-Пенья: 215 осіб
- Кубільйо-де-Кастрехон: 22 особи
- Лома-де-Кастрехон: 55 осіб
- Пісон-де-Кастрехон: 33 особи
- Рекуева-де-ла-Пенья: 32 особи
- Роскалес-де-ла-Пенья: 56 осіб
- Траспенья-де-ла-Пенья: 20 осіб
- Вільянуева-де-ла-Пенья: 35 осіб
- Боедо-де-Кастрехон: 2 особи

## Демографія
Динаміка населення (INE ):

## Галерея зображень

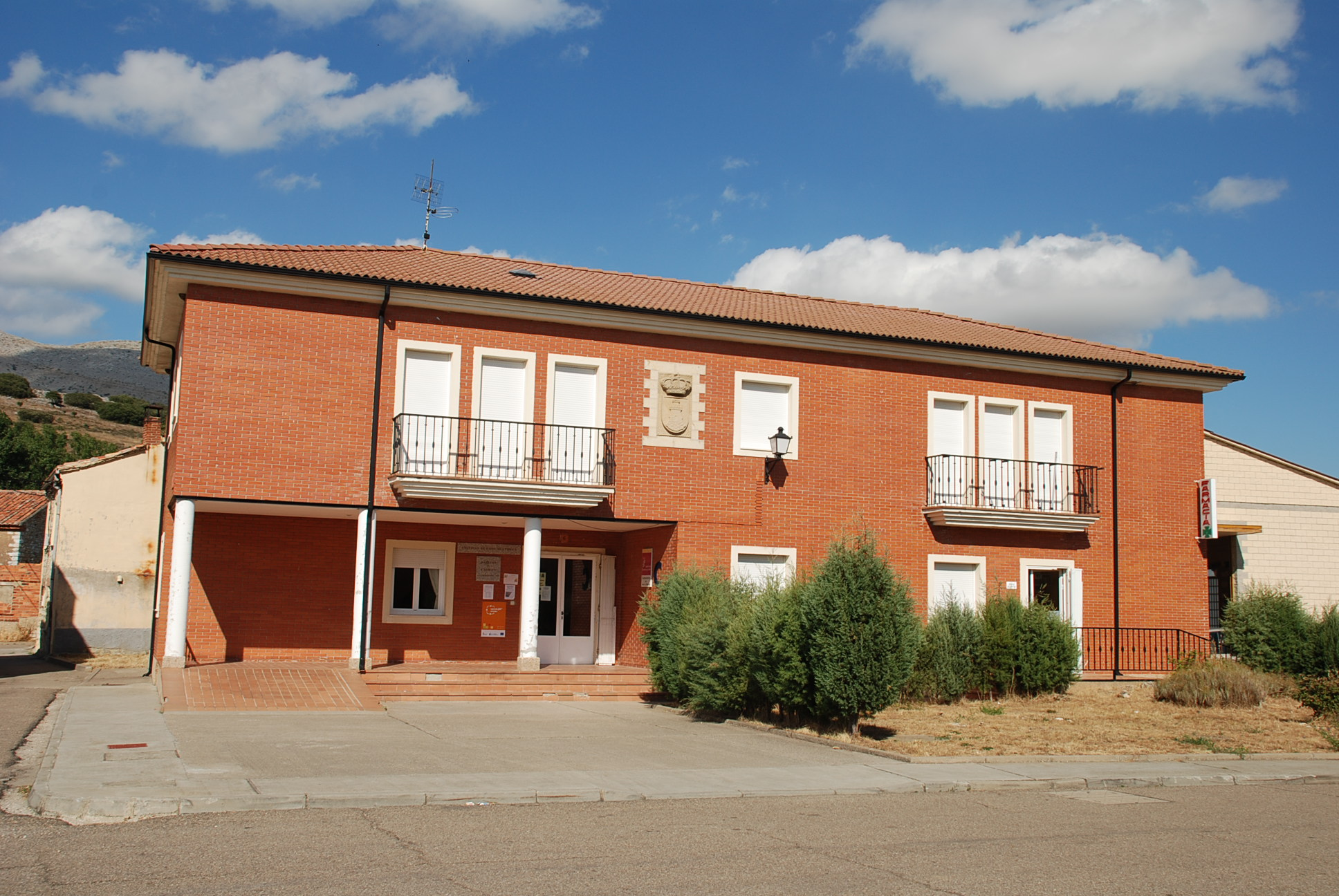
Муніципальна рада